# Manama Mission
Manama Mission är en by och en församling söder om Gwanda i Gwanda-distriktet i Matabeleland South i Zimbabwe, som grundades som en svenska missionsstation av Svenska kyrkans mission i det dåvarande missionsfältet i sydvästra Rhodesia. Denna mission påbörjades under det första decenniet av 1900-talet. Den var en av nio missionsstationer inom Belingwe- och Gwanda-distrikten, där 48 missionärer verkade omkring 1950.  
Manama mission grundades 1938, omkring 25 kilometer från gränsen till Botswana. Manama Mission Hospital togs i drift omkring 1950, och den första läkaren, Sten Bergman, kom dit 1959. 
Missionsstationen övertogs 1963 av det 1941 konstituerade Evangelical Lutheran Church in Rhodesia (numera Evangelical Lutheran Church in Zimbabwe). År 1964 invigdes en sekundärskola på Manama Mission. Evangelical Lutheran Church in Zimbabwe driver idag fyra sjukhus (Mnene, Musume och Masase i Mberengwa-distriktet i provinsen Midlands och Manama i Matabeleland South).

## Manama Mission under befrielsekampen i Zimbabwe
Den 30 januari 1977 förde tre rebellsoldater i Zimbabwe African People’s Unions (ZAPU) milis bort omkring 400 elever from the Manama Secondary School (tillsammans med lärare och två sjuksköterskor). De fördes över gränsen till Botswana och därifrån till militära ZAPU-utbildningsläger i Zambia. Detta ledde till att skolan stängdes och lokalerna övertogs av sydrhodesisk militär. Undervisning återupptogs tillfälligt i Bulawayo. Sjukhuset fortsatte att fungera till september 1979, varefter hela missionsstationen stängdes. Skola och sjukhus återöppnade 1980 efter Zimbabwes självständighet.